# Svartsjön, Västmanland
Svartsjön är en sjö i Sala kommun i Västmanland och ingår i Norrströms huvudavrinningsområde.